# 이연 (배우)
이연(본명: 정이연, 1995년 2월 27일~)은 대한민국의 배우이다.
본명은 정이연이고 1995년 2월 27일 서울특별시에서 무남독녀로 태어나 2017년 영화 '음파'로 데뷔한 대한민국의 배우이다.
2018년 영화 '무명'에 출연했으며 제22회 부천판타스틱영화제, 부산국제영화제 상영하며 데뷔했고 2019년 영화 '코스모스'에서 혜수 역으로 출연했고
2020년 '담쟁이'에서 김예원역으로 출연했다. 2021년 영화 '절해고도'에서 성지나(도맹)역으로 삭발투혼을 보여줬으며 제26회 부산국제영화제와 제 47회 서울독립영화제에서 상영되었으며 '거북이가 죽었다'에 출연했으며 제 26회 부산국제영화제 상영되었으며 단편영화 '오 즐거운 나의 집'에 출연하였으며 각종 영화제에서 초청 상영되었고 많은 영화에서 탄탄한 연기력을 쌓아갔다.
본명은 아버지와 어머니성을 쓰고 있으며 이름은 연이다.

## 출연 작품

### 영화
| 연도 | 제목              | 역할        | 비고 |
| ---- | ----------------- | ----------- | ---- |
| 2017 | 음파              | 연주        |      |
| 2017 | 악질              | 연          |      |
| 2018 | 무명              | 채진        |      |
| 2019 | 파고              | 예은        |      |
| 2020 | 담쟁이            | 김예원      |      |
| 2020 | 코스모스          | 혜수        |      |
| 2021 | 거북이가 죽었다   | 소인정      |      |
| 2022 | 오 즐거운 나의 집 | 지연        |      |
| 2023 | 길복순            | 영지        |      |
| 2023 | 절해고도          | 지나 / 도맹 |      |
| 미정 | 경주기행          | 동주        |      |

### 드라마
- 2019년 tvN 단막극 《드라마 스테이지 - 파고》 ... 예은 역
- 2019년 KBS2 단막극 《드라마 스페셜 - 굿바이 비원》 ... 이연희 역
- 2020년 MBC 수목드라마 《그 남자의 기억법》 ... 학생 역
- 2020년 MBC 옴니버스 단막극 《시네마틱드라마 SF8 - 만신》 ... K 역
- 2020년 MBC 옴니버스 단막극 《시네마틱드라마 SF8 - 블링크》 ... 용의자 역
- 2020년 KBS2 단막극 《드라마 스페셜 - 나의 가해자에게》 ... 이은서 역
- 2021년 Netflix 오리지널 드라마 《D.P.》 ... 안수진 역
- 2022년 Netflix 오리지널 드라마 《소년심판》 ... 백성우 역
- 2022년 Wavve 오리지널 드라마 《약한영웅 class 1》 ... 영이 역
- 2023년 tvN 토일 드라마 《일타 스캔들》 ... 어린 남행선 역 (전도연 아역)
- 2023년 TVING 오리지널 드라마 《방과 후 전쟁활동》 ... 노애설 역
- 2023년 tvN 월화드라마 《이로운 사기》 ... 정다정 역
- 2023년 Netflix 오리지널 드라마 《D.P. 시즌2》 ... 안수진 역
- 2023년 KBS2 단막극 《드라마 스페셜 - 도현의 고백》 ... 고도현 역
- 2026년 MBC 드라마 《21세기 대군 부인》 … 도혜정 역

## 수상 및 후보
| 연도 | 시상식                      | 부문                   | 작품        | 결과 |
| ---- | --------------------------- | ---------------------- | ----------- | ---- |
| 2022 | 제58회 백상예술대상         | TV부문 여자 신인연기상 | 소년심판    | 후보 |
| 2023 | 제59회 백상예술대상         | 영화부문 여자 조연상   | 길복순      | 후보 |
| 2023 | 제14회 코리아 드라마 어워즈 | 여자 신인상            | 이로운 사기 | 수상 |